# James Herbert Wilkerson
 (novembre 2019).
Si vous disposez d'ouvrages ou d'articles de référence ou si vous connaissez des sites web de qualité traitant du thème abordé ici, merci de compléter l'article en donnant les références utiles à sa vérifiabilité et en les liant à la section « Notes et références ».
James Herbert Wilkerson (né le 11 décembre 1869 à Savannah dans le Missouri et mort le 30 septembre 1948) est un juge américain du district du Nord de l'Illinois.

## Biographie
Le 5 juin 1931, Al Capone est inculpé pour fraude fiscale devant la juridiction fédérale. Capone était la cible du gouvernement, qui souhaitait mettre fin à ses activités et à celles de l'Outfit de Chicago. Deux équipes travaillaient à ce but : pendant que l'agent du Trésor Eliot Ness et son groupe surnommé « les Incorruptibles » perturbaient ses activités, l'agent de l'IRS Frank J. Wilson tentait d'établir les revenus réels de Capone, qui ne déclarait pas ceux issus des trafics illégaux qu'il menait. C'est le juge fédéral Wilkerson qui préside au procès, qui débute le 6 octobre 1931.
Dans cette affaire ayant pour base le droit fiscal américain, le principal accusé commet une erreur qui a de grandes conséquences : il renvoie son avocat fiscaliste, dont il estime la rémunération trop élevée, pour engager deux avocats qui ne sont pas spécialisés dans cette branche du droit. Ceux-ci tentent un plaidoyer de culpabilité afin de régler l'affaire en règlant tout ou partie des impôts réclamés (215 080,48 USD) ; Wilkerson refuse cette possibilité, la procédure étant impossible dans une cour fédérale. Les avocats proposent alors que Capone plaide coupable en échange d'une peine n'excédant pas 30 mois de prison. L'agent Wilson, inquiet quant à la solidité des témoins qu'il a pu rassembler malgré la menace de la pègre, pousse Wilkerson à accepter ce compromis, mais Wilkerson refuse à nouveau ce plaidoyer. Capone doit donc plaider non coupable devant un jury.
Si Wilson s'efforce de prouver une fraude généralisée et continue, la pièce principale du dossier prouvant l'acte de fraude devrait être déclarée irrecevable, car visant la déclaration d'impôts de 1924, pour laquelle les poursuites pour fraude sont alors prescrites. Mais les avocats de Capone ne font aucune requête à ce sujet, par leur ignorance de ce détail. Wilkerson, redoutant la subornation d'un juré, voire du jury au grand complet, échange celui-ci dès le début du procés, le remplaçant par un autre jury présent alors dans le bâtiment. Le 17 octobre, le jury déclare Capone coupable sur cinq des chefs d'accusation ; le 24, Wilkerson le condamne à 17 années de prison dont 11 ans ferme, 50 000 USD d’amende, et à 30 000 USD de frais de justice. La libération sous caution est refusée.